# Ceramonema chitwoodi
Ceramonema chitwoodi är en rundmaskart som beskrevs av De Coninck 1942. Ceramonema chitwoodi ingår i släktet Ceramonema och familjen Ceramonematidae. Inga underarter finns listade i Catalogue of Life.